# 多值函数

圖中的不是真正的函數，因為X集合中的3對應Y集合中的二個元素b及c

多值函数（英語：multivalued function, multifunction）為一數學名詞，是一種二元关系。其中，定义域{\displaystyle X}中的每一个元素都对应陪域{\displaystyle Y}中的至少一个元素。
此名词来源于复分析，例如复对数函数便是其中一例。函数原本的定义中不允许{\displaystyle X}的元素对应多于一个{\displaystyle Y}中的元素；但复分析中，为了作区分，将原来定义的函数称为单值函数。
有些多值函数拥有主分支，而使得多值函数可以转化为单值函数。此时该单值函数的值称为主值（principal value）。

## 例子
- 每個大於0的實數都有二個實數的平方根，例如4的平方根是{−2, +2}.，0的平方根是0。
- 一般而言，許多不為0的複數都有二個平方根、三個立方根、n個n次方根，只有0的n次方根為0。
- 複對數函數是多值函數。{\displaystyle \log(a+bi)}（{\displaystyle a}和{\displaystyle b}為實數）的值是{\displaystyle \log {\sqrt {a^{2}+b^{2}}}+i\arg(a+bi)+2\pi ni}，其中{\displaystyle n}為任意整數。 .
- 反三角函數為週期性的多值函数，例如

{\displaystyle \tan \left({\textstyle {\frac {\pi }{4}}}\right)=\tan \left({\textstyle {\frac {5\pi }{4}}}\right)=\tan \left({\textstyle {\frac {-3\pi }{4}}}\right)=\tan \left({\textstyle {\frac {(2n+1)\pi }{4}}}\right)=\cdots =1.}
因此，arctan(1)在本質上會對應許多數值：π/4, 5π/4, −3π/4等。若限制其tan x的定義域在−π/2 < x < π/2，此區域下tan x為單純遞增，則arctan(x)的值域會在−π/2 < y < π/2。這種限定區域下的值稱為主值。
- 不定積分也可以視為是多值函数，函數f的不定積分是一個函數的集合，集合中的每一個函數微分後都是f，因此不定積分存在一積分常數，因為積分常數不論本身數值多少，微分後都是0。

所有的多值函数都是來自非單射的函數，因為原始函數無法完全保存其輸入的資訊，因此函數也就不可逆。
複變函數的多值函數會有分支點，例如n次方根以及對數函數中，0是分支點，而arctan函數中，虛數單位i和−i為分支點。利用分支點可以限定範圍的方式，將這些函數重新定義為單值函數。若是在實函數的例子中，這個限制的區域一般會稱為函數的主分支。